# Grijze ibis
De grijze ibis (Theristicus caerulescens) is een vogel uit de familie van de ibissen en lepelaars.

## Verspreiding en leefgebied
Deze soort komt voor in centraal Zuid-Amerika, centraal Zuid- en Zuidoost-Brazilië, Oost- en Noord-Bolivia, Paraguay, Uruguay en Noord-Argentinië.